# 판르엉땃쥐
판르엉땃쥐(Crocidura phanluongi)는 땃쥐과에 속하는 포유류의 일종이다. 베트남 남부부터 캄보디아 근처에서 발견된다. 다소 작으며, 회색을 띠는 땃쥐로 생태학적으로 다양한 분포를 보인다.

## 분류
판르엉땃쥐는 2006년 캄보디아 북동부 비라쩨이 국립공원에서 처음 수집되었으며, 이어서 2007년에 베트남 남부 현지의 세 곳에서 추가로 발견되었다. 현재 캄보디아에서 6점, 베트남에서 7점의 표본의 알려져 있다.
2010년, 젠킨스(Paulina Jenkins)와 그의 동료들은 판르엉땃쥐를 베트남 닥락 성의 욕돈 국립공원을 모식 산지로 하여 땃쥐속(Crocidura)에 속하는 신종으로 기재했다. 이 결과는 2010년 1월 27일 국제동물분류학회(Zootaxa)에 실렸다. 2004년 이후 베트남에서 땃쥐속에 속하는 신종 6종이 추가되었다. 학명 phanluongi은 판르엉땃쥐를 발견하게 된 연구 조사에 참여했던 베트남 생물학자 판 르엉(Phan Luong)의 이름에서 유래했다.